# ダイモンジソウ
ダイモンジソウ（大文字草、学名: Saxifraga fortunei var. alpina ）は、ユキノシタ科ユキノシタ属に分類される多年草の1種。和名は、夏に咲く5弁の花が「大」の字に似ることから名付けられている。別名、ミヤマダイモンジソウ、トウホクダイモンジソウ、タケシマダイモンジソウ。地方により、イワブキ、イワボキなどともよばれている。

## 特徴
多年生の草本で、草丈は20 - 30センチメートル (cm) ほどになる。根茎は短く、分枝しない。根出葉には長さ 5 -20 cmになる長い葉柄があり、葉身は長さ3 - 15 cm、幅4 - 20 cmになる腎円形、基部はくさび形または心形で、縁は8 - 10片の浅い切れ込みがある。葉の表面はつやがあり、両面に細かな毛が生えている。
花期は7 - 10月。高さ5 - 40 cmになる花茎を出し、集散花序に白色の花をつけ、ときに円錐状になる。萼裂片は長さ2 - 3ミリメートル (mm) の卵形から卵状楕円形で、斜開する。花弁は上側の3弁が長さ3 - 4 mmの楕円形で、下側の2弁が長さ4 - 15 mmの線状楕円形になり、「大」の字になるが、上向きに咲く花の花弁はほぼ同じ長さになる。雄蕊は長さ3 - 4 mmで10個あり、葯は橙赤色または暗紅色になる。雌蕊は2個の心皮からなり、花柱2本を残し上部までほぼ合着する。果実は卵形の蒴果で長さ4 - 6 mm。種子は楕円形で長さ0.8 mmになる。

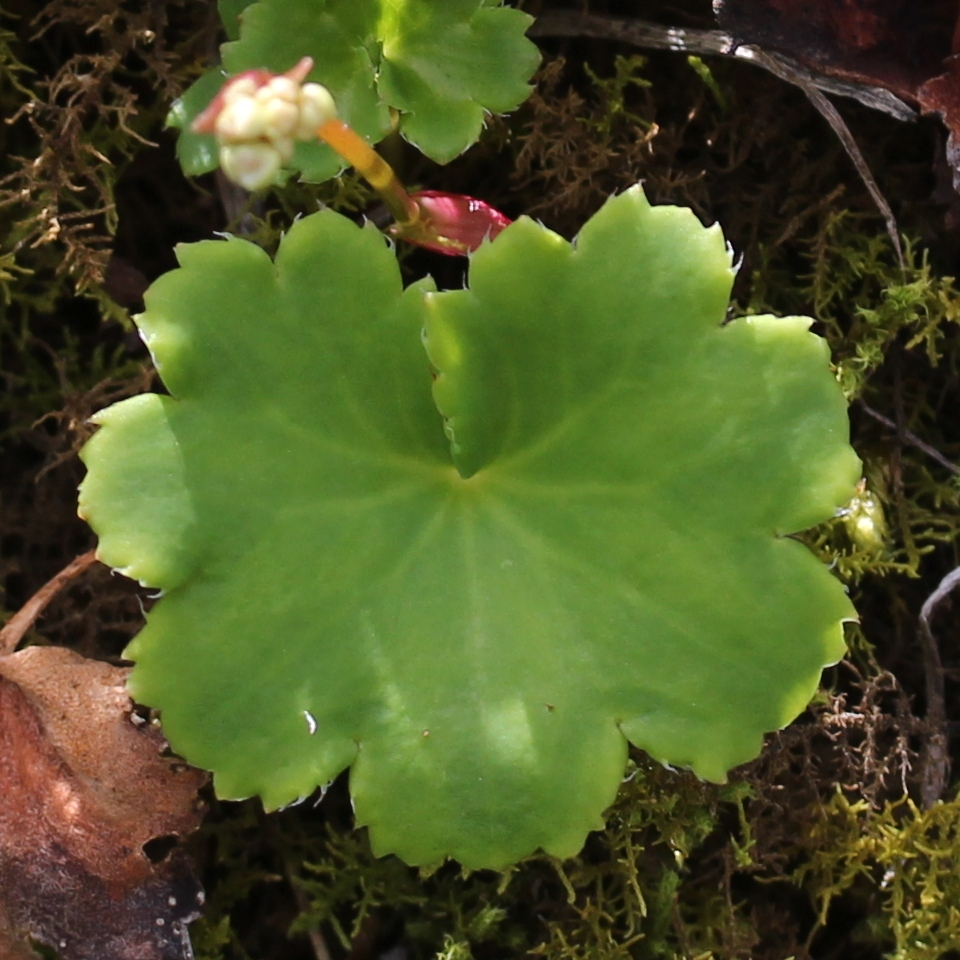
葉身は腎円形で、5-17浅裂する
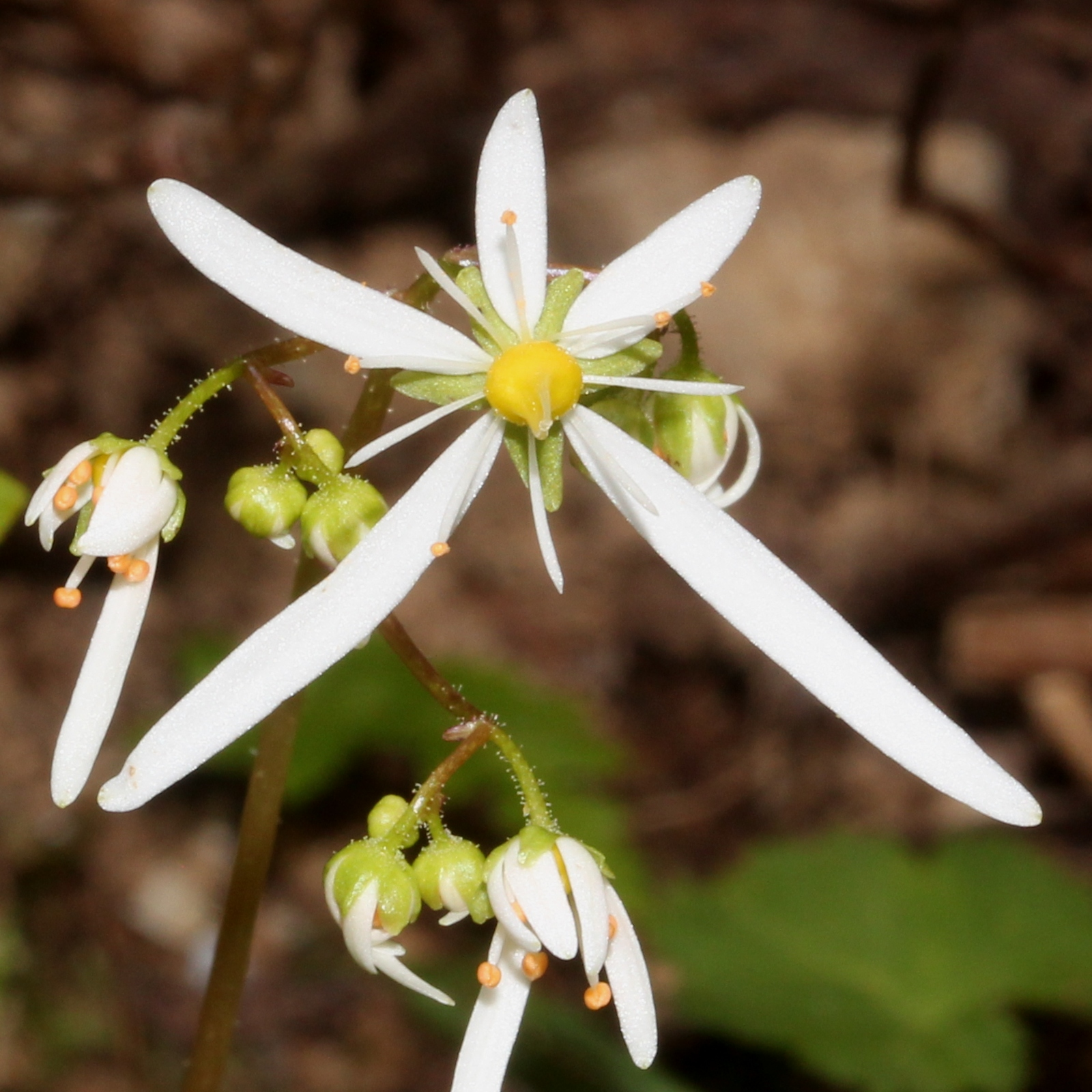
白い花弁は『大』の文字の形状

## 分布と生育環境
南千島、朝鮮、中国、ウスリー、樺太、日本に分布する。
日本では、北海道、本州、四国、九州に分布し、海岸から高山までの広い範囲に分布する。山間のやや湿気のある崖地や岩場に生育する。
また、変異の幅が広く、特に葉の大きさ、形状、切れ込みの度合いなどから、ミヤマダイモンジソウ、アカバナダイモンジソウ、ハマダイモンジソウなどの型が区分された。

## 食用
6 - 10月にかけて芽生えてくる若葉を摘んで食用とする。癖がなく淡泊な味わいがあり、茹でて水にさらし、ごま・クルミ・辛子などの和え物としたり、生のまま薄く衣をつけて天ぷらにする。

## 下位分類
- イズノシマダイモンジソウ Saxifraga fortunei Hook.f. var. jotanii (Honda) Wakab. - 葉身は腎円形で厚く、茎や葉に毛が多い。花期は10月 - 翌1月。房総半島南部と伊豆七島に分布する。
- チョウセンダイモンジソウ Saxifraga fortunei Hook.f. var. koraiensis Nakai
- ウチワダイモンジソウ Saxifraga fortunei Hook.f. var. obtusocuneata (Makino) Nakai - 葉身が倒卵形。花期は7 - 10月。本州、四国、九州に分布する。

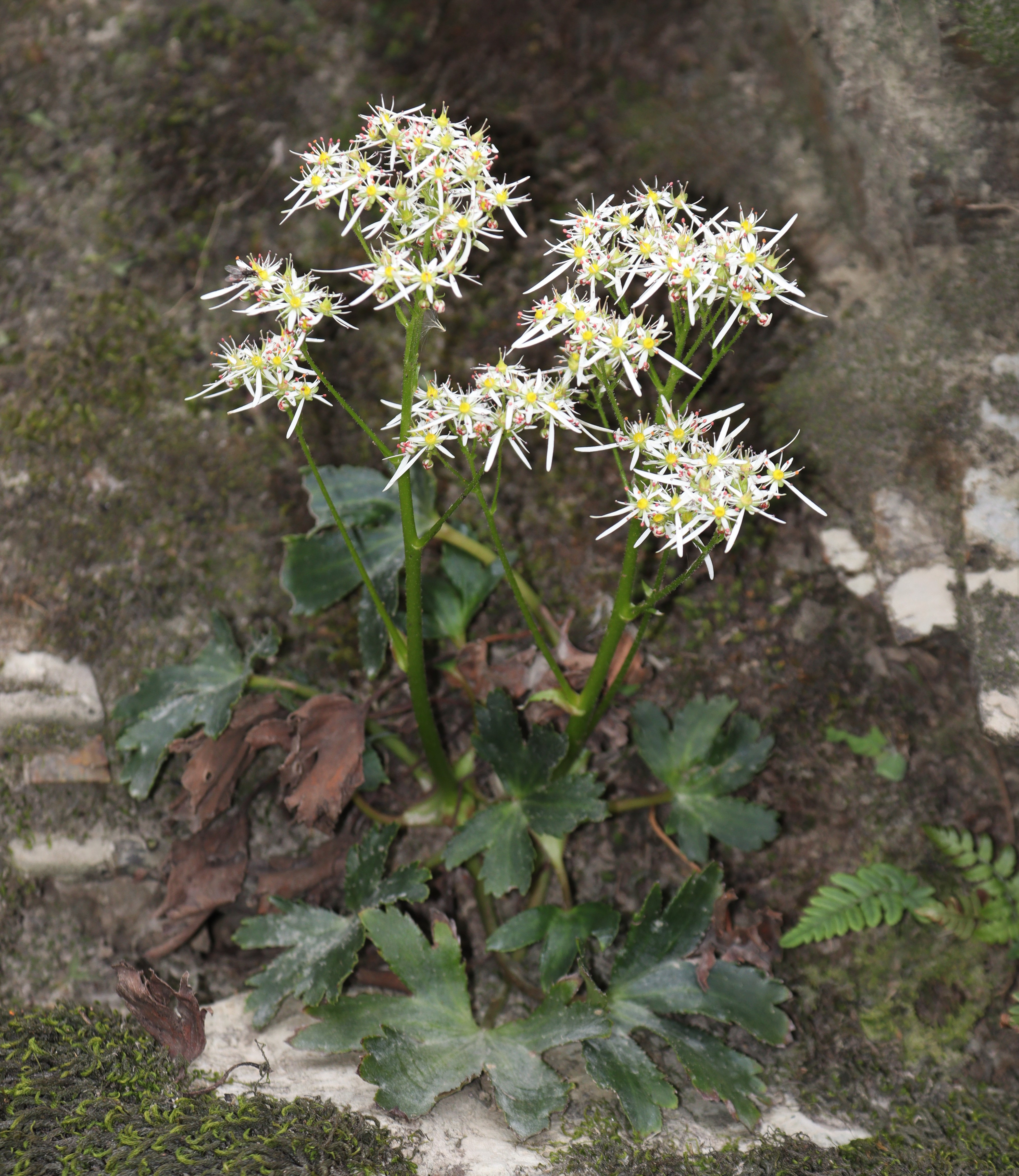
ナメラダイモンジソウ

- ナメラダイモンジソウ Saxifraga fortunei Hook.f. var. suwoensis Nakai - 葉身は腎円形で掌状に5 - 7中裂する。花期は7 - 10月。本州中部地方以西、九州に分布する。

## 園芸品種
花色は本来白色であるが、園芸的に改良されて、薄紅色や深紫色などもある。葉の色も変化に富み、観賞用の山野草として人気がある。
種類としては、以下のようなものがある
- 秋扇（濃桃のフギレ弁八重咲き）
- 舞扇（ポップなピンク花弁のフギレ弁八重咲き）
- いちばん星
- かざぐるま
- はんなり
- 綾香
- 伊予の華
- 伊予白翠
- 雲の峰
- 河津紅

などがある